# Titti De Simone
Caterina De Simone, conhecida como Titti De Simone (nascida em 15 de fevereiro de 1970) é uma política italiana e foi membro da Câmara dos Deputados nos 14º e 15º parlamentos de 2001 a 2008 pelo Partido da Refundação Comunista (Rifondazione Comunista).  Quando eleita em 2001, ela foi a primeira membro publicamente lésbica da Câmara dos Deputados.
Ela nasceu em Palermo, Sicília. É licenciada pelo Istituto tecnico per il turismo e é jornalista.  Em julho de 2019, ela firmou união civil com Francesca (Chicca) Vitucci.